# Bruniaceae
Bruniaceae R.Br. ex DC., 1825 è una famiglia di piante angiosperme dell'ordine Bruniales.

## Tassonomia
La famiglia comprende i seguenti generi:
- Audouinia Brongn.
- Berzelia Brongn.
- Brunia L.
- Linconia L.
- Staavia Dahl
- Thamnea Sol. ex Brongn.